# Andor Lilienthal
Pour les articles homonymes, voir Lilienthal (homonymie).
Andor Arnoldovitch Lilienthal, né le 5 mai 1911 à Moscou, et mort le 8 mai 2010 à Budapest, est un grand maître hongrois du jeu d'échecs, naturalisé soviétique en 1939. Champion d'URSS en 1940 (ex æquo avec Igor Bondarevski, devant Mikhaïl Botvinnik, Vassily Smyslov et Paul Keres), il reçut le titre de grand maître international à sa création en 1950.

## Biographie et carrière
Lilienthal est né à Moscou d'une famille juive hongroise et gagne la Hongrie à l'âge de deux ans. Il défend les couleurs de la Hongrie au cours des Olympiades de 1933, 1935 et 1937. Émigré en Union soviétique en 1935, il obtient la nationalité soviétique en 1939. Lilienthal a participé au championnat d'échecs d'URSS à huit reprises, son meilleur résultat étant une première place partagée avec Igor Bondarevski en 1940. Lors du tournoi interzonal de 1948, il finit cinquième et se qualifia pour le tournoi des candidats de 1950 où il termina dernier ex æquo avec 7 points sur 18.
De 1951 à 1960, il était l'entraîneur de Tigran Petrossian. Lilienthal était l'ami de Vassily Smyslov depuis 1938, et fut son secondant lors des matchs contre Mikhaïl Botvinnik. Il a arrêté de jouer en tournoi en 1965 et est retourné en Hongrie en 1976. Il est resté actif jusqu'en 2009, signant des articles dans des revues d'échecs. À sa mort, en 2010, il était, à 99 ans, le grand maître international d'échecs le plus âgé.

## Victoires contre les champions du monde
Au cours de sa longue carrière, Lilienthal a joué contre dix champions du monde, battant
- Emanuel Lasker (en 1936),
- José Raúl Capablanca (en 1935),
- Alexandre Alekhine (parties amicales en blitz jouées en 1929 ou 1930[2],[3]),
- Max Euwe (en 1937),
- Mikhaïl Botvinnik (en 1940 et 1941) et
- Vasily Smyslov (en 1942, 1944, 1946 et 1947).

## Une partie gagnée contre Capablanca
Lilienthal est l'un des rares joueurs à avoir fait jeu égal avec José Raúl Capablanca. Voici sa victoire contre Capablanca au tournoi de Hastings en 1935 :
1.d4 Cf6 2.c4 e6 3.Cc3 Fb4 4.a3 Fxc3+ 5.bxc3 b6 6.f3 d5 7.Fg5 h6 8.Fh4 Fa6 9.e4 Fxc4 10.Fxc4 dxc4 11.Da4+ Dd7 12.Dxc4 Dc6 13.Dd3 Cbd7 14.Ce2 Td8 15.O-O a5 16.Dc2 Dc4 17.f4 Tc8 18.f5 e5 19.dxe5 Dxe4 20.exf6 Dxc2 21.fxg7 Tg8 22.Cd4 De4 23.Tae1 Cc5 24.Txe4+ Cxe4 25.Te1 Txg7 26.Txe4+ Rd7 1-0